# Edward Talbot, VIII conte di Shrewsbury
Edward Talbot, VIII conte di Shrewsbury (Sheffield, 25 febbraio 1561 – Londra, 8 febbraio 1617), è stato un politico inglese.

## Biografia
Nacque a Sheffield, figlio di George Talbot, VI conte di Shrewsbury, e della sua prima moglie Gertrude Manners, figlia del primo conte di Rutland. Studiò a Magdalen College di Oxford.

## Carriera
Fu per due volte deputato per Northumberland nel 1584 e nel 1586. Era un giudice di pace per Northumberland (1592) e fu nominato sceriffo di Northumberland (1601-1609). Era membro del Consiglio del Nord dal 1603 fino alla sua morte nel 1618.

## Matrimonio
Nel 1583 sposò Jane Ogle, baronessa d'Ogle, figlia di Cuthbert Ogle, VII barone d'Ogle.

## Morte
Morì a Londra e fu sepolto nella Abbazia di Westminster.
Nessuno dei suoi figli gli sopravvisse e gli succedette il parente maschio più prossimo, George Talbot di Grafton.